# Стадницька сільська рада (Тетіївський район)
| Стадницька сільська рада — орган місцевого самоврядування у Тетіївському районі Київської області з адміністративним центром у с. Стадниця. Історична дата утворення: в 1919 році. Сільській раді були підпорядковані населені пункти: - с. Стадниця |

## Склад ради
Рада складалась з 12 депутатів та голови.

### Керівний склад ради
| ПІБ                      | Основні відомості                                                         | Дата обрання | Дата звільнення |
| ------------------------ | ------------------------------------------------------------------------- | ------------ | --------------- |
| Крет Катерина Миколаївна | Сільський голова, 1955 року народження, освіта, член народної партії      | 26.03.2006   | 31.10.2010      |
| Сидорчук Юрій Іванович   | Сільський голова, 1962 року народження, освіта вища, член Партії регіонів | 31.10.2010   |                 |

Примітка: таблиця складена за даними джерела